# Chalcotropis praeclara
Chalcotropis praeclara är en spindelart som beskrevs av Simon 1902. Chalcotropis praeclara ingår i släktet Chalcotropis och familjen hoppspindlar. Inga underarter finns listade i Catalogue of Life.